# Alloy Analyzer
軽量形式手法の一つ。仕様をモデルとして記述し検証するシステム。定義したデータの関係がどうなるか、模擬試験した結果を順に表示する仕組みがある。
設計者が想定していない関係が現れたら、仕様記述の不具合の可能性がある。
UML記述システムとAlloy Analyzeとの連携ソフトウェアがあり、UMLの記述ができる技術者が容易に利用できるようになっている。